# Lagartijo Chico
Rafael Molina Martínez dit « Lagartijo Chico » né le 16 juillet 1880 à Cordoue (Espagne), mort le 8 avril 1910 dans la même ville, est un matador espagnol.

## Présentation
« Lagartijo Chico » était le fils d’un célèbre peón de l’époque, Juan Molina Sánchez, et le neveu de l’un des plus célèbres matadors cordouan : Rafael Molina Sánchez « Lagartijo ».
Il commence comme becerrista dans sa ville natale le 27 septembre 1896, aux côtés d’un autre cordouan appelé à la célébrité : Rafael González Madrid « Machaquito ». Jusqu’en 1898, il se produit alternativement comme banderillero et comme novillero ; cette année-là, il entre dans la Cuadrilla de Niños Cordobeses, groupe de toreros adolescents.
Il prend l’alternative à Madrid le 16 septembre 1900, en même temps que « Machaquito », avec pour parrain Luis Mazzantini, face à des taureaux du duc de Veragua.
Lagartijo Chico était atteint de tuberculose, ce qui l’affaiblissait au point que sa carrière devait très vite décliner. Sa dernière corrida à Madrid a lieu le 17 mai 1908, aux côtés de « Machaquito » et « El Gallo », sans aucun succès. L’ultime corrida de sa carrière a lieu à Nîmes (Gard) le 4 octobre 1908, à nouveau aux côtés de « Machaquito », face à des taureaux de Parladé. Il s’éteint moins de deux ans plus tard, le 8 avril 1910.
Il était considéré comme vaillant, toréant avec aplomb, élégance et courage. En raison de sa maladie, il ne put connaître le destin qui aurait dû être le sien d’être sacré « Calife de la tauromachie », mais il avait les capacités pour cela.
Avec son épouse, Angustia Sánchez, il eut trois filles. Après sa mort, Angustia Sánchez se maria en secondes noces avec un matador cordouan de second rang : Manuel Rodríguez Sánchez « Manolete ». De cette union devait naître le célèbre « Manolete ».